# Lotononis delicata
Lotononis delicata là một loài thực vật có hoa trong họ Đậu. Loài này được (Baker f.) Polhill miêu tả khoa học đầu tiên.